# Asedio de Neuss
El Asedio de Neuss, de 1474-75, estuvo vinculado al Feudo Diocesano de Colonia y parte de las  guerras borgoñonas. El asedio, dirigido por Carlos el Temerario contra la Ciudad imperial de Neuss, no tuvo éxito. Carlos se vio obligado por la aproximación de un poderoso Ejército Imperial a levantar el asedio.

## Preludio
Bajo el padre de Carlos, Felipe el Bueno, el  borgoñón se había aliado con la causa del recién elegido Arzobispo de Colonia, Ruprecht. Ruprecht resultó ser inmensamente impopular, y en 1471 varias ciudades importantes del arzobispado, así como los propios habitantes de Colonia, estaban al borde de la revuelta. Los intentos del emperador Federico III, emperador del Sacro Imperio Romano Germánico, de mediar en el conflicto fracasaron, y en 1474 Carlos el Temerario firmó un tratado con Ruprecht en el que se estipulaba que Carlos sometería a los rebeldes y sería su protector de por vida a cambio de 200.000 florines al año. Para asegurar su frontera occidental, Carlos concluyó un tratado con Luis XI de Francia y luego se preparó para marchar hacia el valle del Rin; los contemporáneos sospechaban que su verdadero motivo era la eventual reconquista de toda Alsacia.

## El asedio
La ruta de Carlos hacia Colonia le llevó a pasar por Neuss, uno de los centros de resistencia contra Ruprecht. Temiendo la amenaza que supondría Neuss para su expuesta retaguardia si no se invertía, Carlos se preparó para sitiar la ciudad, y la inversión comenzó el 29 de julio de 1474. Los neusenses, a pesar de haber tenido poco tiempo para prepararse, se aprovisionaron lo suficiente como para aguantar hasta Navidad. Estaban dirigidos por Hermann, Landgrave de Hesse, y contaban con el apoyo de muchas ciudades cercanas.
El ejército de Carlos estableció líneas de asedio al norte y al oeste de la ciudad; el sur y el este estaban protegidos por los ríos Krur y Rin, respectivamente. Sin embargo, dos grandes islas se encontraban en el Rin, y Carlos decidió capturarlas, razonando que así controlaría el paso a lo largo del Rin (e impediría así el reabastecimiento de la ciudad) y el suministro de agua al foso de la ciudad. Varios asaltos a principios y mediados de agosto acabaron por capturar las islas, aunque con grandes pérdidas; poco después se derrumbó un puente que conducía a una de las islas, ahogando a muchos de los soldados italianos de Carlos. Los borgoñones también fueron acosados por campesinos hostiles.
En septiembre, los italianos de Carlos y los arqueros ingleses lanzaron un ataque de 3.000 hombres contra una de las puertas de Neuss, que fue rechazado. La noche siguiente, los kölners hicieron flotar un barco incendiario por el Rin para destruir los puentes de pontones de Carlos, pero la flota fluvial borgoñona lo desvió con éxito. Poco después, los arqueros ingleses de Carlos, molestos por los atrasos en la paga, empezaron a causar problemas, y cuando Carlos intentó calmarlos, abrieron fuego. Carlos salió ileso, pero se extendió el rumor de que los ingleses lo habían matado, y los borgoñones enfurecidos comenzaron a masacrar a los ingleses hasta que Carlos se presentó ante su ejército. A lo largo del asedio trabajó incansablemente para mantener la moral y proseguir el asedio, y era una creencia común que dormía completamente blindado sólo unas horas por noche.
Los neusenses, reforzados por las tropas hessianas de Hermann y el apoyo de los kölners, que escaramuzaron con los borgoñones e introdujeron provisiones en la ciudad disfrazados de italianos, resistieron con decisión. Los hombres de Carlos capturaron a un alemán que intentaba cruzar el Rin a nado con un mensaje que decía que el emperador Federico se acercaba con un gran ejército, y Carlos redobló sus esfuerzos, sin éxito.
En mayo, Federico se puso en marcha, con su ejército ralentizado por las peleas de borrachos entre soldados de diferentes regiones del Imperio y por la necesidad de reconquistar otras ciudades a los borgoñones. Pero a finales de mayo ya había llegado, y los borgoñones, tras firmar un tratado provisional, comenzaron a desmantelar sus obras de asedio. Al principio, borgoñones, imperiales y kölners confraternizaron, pero pronto los alemanes comenzaron a hostigar a los borgoñones (los kölners robaron cinco barcos borgoñones cargados de cañones), lo que precipitó un repentino y violento asalto a los desprevenidos alemanes. Los combates esporádicos continuaron hasta que el legado papal presente en el asedio amenazó con excomulgar tanto a Carlos como a Federico si no ponían fin a los combates; esta amenaza, probablemente vana, permitió a los dos monarcas concluir las hostilidades sin perder la cara. El asedio terminó finalmente el 27 de junio de 1475.
El fracaso del asedio de Neuss fue atribuido por los habitantes de la ciudad a la intervención de su santo patrón, Quirinus de Neuss.

## El asedio en la ficción popular
En Ash: una historia secreta de Mary Gentle, el asedio de Neuss hace que la compañía de mercenarios del personaje del título se vea envuelta en una escaramuza con las fuerzas de Carlos el Temerario.